# Alexis Ren

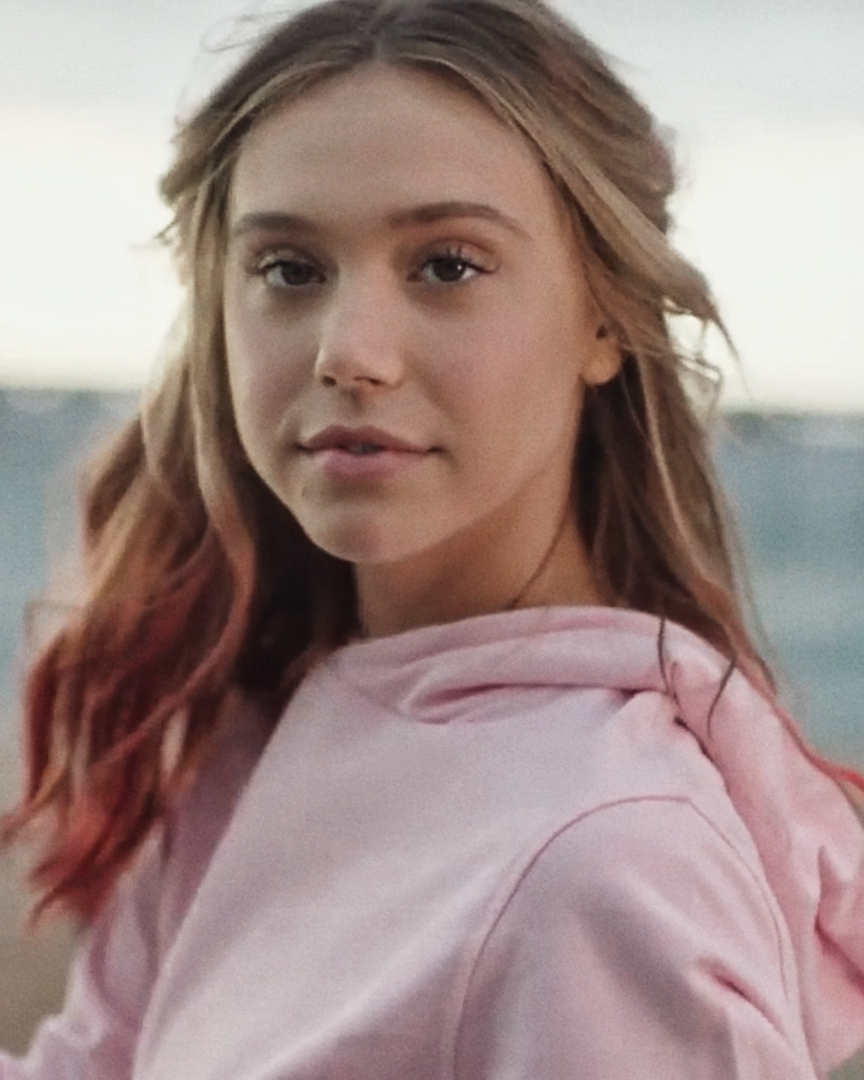
Alexis Ren (2016)

Alexis Ren (bürgerlich Alexis René Glabach; * 23. November 1996 in Santa Monica, Kalifornien) ist eine US-amerikanische Social-Media-Persönlichkeit.⁣ Sie ist darüber hinaus unternehmerisch tätig und arbeitet als Model.

## Leben
Alexis Ren wurde in Santa Monica im US-Bundesstaat Kalifornien als Alexis René Glabach geboren. Sie wuchs mit drei Schwestern und einem jüngeren Bruder in Santa Monica auf und erhielt Heimunterricht.
Ihre Mutter war von Beruf Ernährungsberaterin und verstarb 2014 an Darmkrebs. Daraufhin entwickelte Ren eine Essstörung, zu der sie später auch öffentlich Stellung nahm.
Von 2015 bis 2016 war Ren in einer Beziehung mit dem Influencer und Surfer Jay Alvarrez. 2018 bestätigte sie eine Romanze mit ihrem Tanzpartner rund um die Tanzshow Dancing with the Stars Alan Bersten. Von 2019 bis 2020 hatte Ren außerdem eine Beziehung mit dem Schauspieler und Model Noah Centineo.

## Karriere
Im Alter von 13 Jahren wurde Ren als Model entdeckt und modelte unter dem Label Brandy Melville. Sie erlangte mit 15 Internetberühmtheit, als ihre Modelfotos auf Tumblr viral gingen. Inzwischen hat sie 15,4 Millionen Follower auf Instagram und über eine Million Abonnenten auf YouTube. (Stand Januar 2022)
Seitdem ist sie in einigen Werbespots des Smartphone-Spiels Final Fantasy XV: A New Empire erschienen. Sie gründete eine Firma im Sportbekleidungssektor namens Ren Active.
Ren nahm an der 27. Staffel der Tanzshow Dancing with the Stars teil. Ihr professioneller Tanzpartner war Alan Bersten. Zusammen belegten Ren und Bersten den vierten Platz des Wettkampfs am 19. Oktober 2018.
Ren war auf der Titelseite des Maxim Magazins im August 2017 und der Maxim Mexiko im März 2018.
Im Oktober 2019 spielte Ren Scarlet Jones in einem Musikvideo von Ed Sheerans South of the Border. Davor spielte sie bereits unter anderem im Musikvideo von Kygos Not Ok.

## Auszeichnungen
- 2018: Rookie of the Year der Zeitschrift Sports Illustrated Swimsuit[18]
- 2019: Erwähnung in der Top 100 der Sexiest Women in the World laut Zeitschrift Maxim[19]

## Filmografie (Auswahl)

### Spielfilm
- 2018: Home & Family
- 2018: Good Morning America
- 2020: Deported
- 2022: The Enforcer
- 2022: Dotty & Soul
- 2024: Latency

### Serien
- 2016:  Love Advent (Folge 6x22)
- 2020: Deputy – Einsatz Los Angeles (Deputy, Folge 1x12)
- 2024: Landman (Folge 1x04)

### Musikvideos
- Fais ft. Afrojack: Hey
- 3LAU: Is It Love
- The Chainsmokers: Paris
- XYconstant: Silverlined
- Ed Sheeran ft. Camila Cabello & Cardi B: South of the Border
- Kygo: Not Ok